# タイタ＝タヴェタ
タイタ＝タヴェタはケニア南東部の海岸州南西部のカウンティ。モンバサの約200km北西、首都ナイロビの約360km南東に位置する。県都はムワタテ。2009年の人口は28万4657人で、面積は1万7084km2、人口密度は16.7人/km2。

## 人口
- 1979年8月24日：14万7597人
- 1989年8月24日：20万7273人
- 1999年8月24日：24万6671人
- 2009年8月24日：28万4657人[2]

## 主要都市
- ムワタテ：5万6365人(1999年)
- ボイ：1万7152人(2009年)
- タヴェタ（英語版）：1万3377人(2016年)

## 隣接カウンティ
- 北：キツイ
- 北東：タナ川
- 東：キリフィ
- 南東：クワレ
- 南～南西：タンザニア・キリマンジャロ州
- 西：カジアド
- 北西：マクエニ

低地地方の降水量は平均440mm/年だが、高地地方は平均1900mm/年である。
標高は500mから、ヴリア峰の2228mに及ぶ。

## 土地利用
- 約65%に当たる1万1100km2を東ツァボ国立公園（英語版）及び西ツァボ国立公園（英語版）が占める。
- タイタ丘陵野生動物保護区（英語版）が存在する。
- タンザニアとの国境地帯にキリマンジャロの火山湖のチャラ湖が有り、4.2km2を占める。
- 国立公園の外ではサイザルアサが広く栽培されており、en:Teita Sisal Estateとen:Voi Sisal Estateが縄や大袋、baling twine等に加工している。